# Sé tú misma
Sé tú misma es una serie de televisión musical infantil-juvenil argentina producida por Media Hub, FAM Contenidos y Yellow Kingdom para Disney Channel. Cuenta la historia de tres hermanas que están cansadas de seguir las directivas de su representante, por lo que deciden formar, bajo nuevas identidades, su propia banda musical. Está protagonizada por Renata Laveaga, Joe Torbell, Sofía Carrera, Pablo Turturiello y Giuliano Montepaone.
La serie se estrenó el 15 de septiembre de 2023 en Disney Channel LA. Poco después, la primera temporada se lanzó completa el 4 de octubre de ese año en Disney+. Y se estrenó el 4 de diciembre de 2023 en Disney Channel Brasil. En octubre de 2023, se informó que la serie fue renovada para una segunda temporada.

## Sinopsis
La historia se centra en Cpop, una banda femenina conformada por las hermanas Sol, Tammy y Mara, que se encuentran bajo el completo control de Jackie, su representante y su tutora legal quien se quedó a cargo de ellas luego de la muerte de su madre. Sin embargo, las hermanas cansadas de no ser escuchadas por Jackie y no participar en la composición de sus canciones, deciden crear en paralelo su propia banda con otras identidades para desplegar su propia creatividad artística.

## Elenco
- Renata Laveaga como Sol
- Joe Torbell como Tamara "Tammy"
- Sofía Carrera como Mara
- Pablo Turturiello como Ciro
- Giuliano Montepaone como Maximiliano "Maxi"
- Melania Lenoir como Jackeline "Jackie" Boom
- Mariano Saborido como Pierre Navarro
- Bianca Spinello como Cata Alonso
- Juan Cottet como Lucas Alonso
- Balthazar Murillo como Ramiro
- Valentina González como Micaela
- Valentina Podio como Wendy
- Mariel Percossi como Clara
- Román Almaraz como Mateo
- Carolina Solari como Mercedes
- Federico Liss como Gastón Alonso
- Lula Rosenthal como Annie
- Luis Gritti como Nando

## Episodios
| N.º | Título                        | Dirigido por | Escrito por                         | Fecha de emisión original |
| --- | ----------------------------- | ------------ | ----------------------------------- | ------------------------- |
| 1   | «Tu otro yo»                  | Martín Saban | Fernanda Riveros y Matías Rodríguez | 15 de septiembre de 2023  |
| 2   | «Todo o nada»                 | Martín Saban | Fernanda Riveros y Matías Rodríguez | 22 de septiembre de 2023  |
| 3   | «Tan lejos y tan cerca»       | Martín Saban | Fernanda Riveros y Matías Rodríguez | 29 de septiembre de 2023  |
| 4   | «Confía en mí»                | Martín Saban | Fernanda Riveros y Matías Rodríguez | 6 de octubre de 2023      |
| 5   | «¿Quién es quién?»            | Martín Saban | Fernanda Riveros y Matías Rodríguez | 13 de octubre de 2023     |
| 6   | «No todo es lo que parece»    | Martín Saban | Fernanda Riveros y Matías Rodríguez | 20 de octubre de 2023     |
| 7   | «Si me conocieras...»         | Martín Saban | Fernanda Riveros y Matías Rodríguez | 27 de octubre de 2023     |
| 8   | «Contrarreloj»                | Martín Saban | Fernanda Riveros y Matías Rodríguez | 3 de noviembre de 2023    |
| 9   | «Me rindo»                    | Martín Saban | Fernanda Riveros y Matías Rodríguez | 10 de noviembre de 2023   |
| 10  | «El lado complicado del amor» | Martín Saban | Fernanda Riveros y Matías Rodríguez | 17 de noviembre de 2023   |
| 11  | «Johnny Lakes»                | Martín Saban | Fernanda Riveros y Matías Rodríguez | 24 de noviembre de 2023   |
| 12  | «Cada vez que pienso en ti»   | Martín Saban | Fernanda Riveros y Matías Rodríguez | 1 de diciembre de 2023    |
| 13  | «El corazón no miente»        | Martín Saban | Fernanda Riveros y Matías Rodríguez | 8 de diciembre de 2023    |
| 14  | «Este es el fin»              | Martín Saban | Fernanda Riveros y Matías Rodríguez | 15 de diciembre de 2023   |
| 15  | «Hoy decido yo»               | Martín Saban | Fernanda Riveros y Matías Rodríguez | 22 de diciembre de 2023   |

## Producción
En agosto de 2022, se anunció que la compañía Disney había comenzado el rodaje de una nueva serie musical infantojuvenil en Buenos Aires llamada Sé tú misma. De esta manera, se informó que la serie sería producida por FAM Contenidos en asociación con Media Hub y Yellow Kingdom. La dirección de la serie recayó en las manos de Martín Saban, mientras que la escritura de los guiones estuvo bajo la responsabilidad de Fernanda Riveros y Matías Rodríguez.
Por otra parte, se confirmó que la primera temporada estaría compuesta por 15 episodios y que el elenco principal estaría compuesto por actores mexicanos y argentinos. Se reveló que la trama estaría centrada en tres hermanas que forman una exitosa banda de música pop que desean crear su propio camino y alejarse de la presión de su representante. Las grabaciones de la producción finalizaron a mediados de noviembre de 2022. Sé tú misma inicialmente estaba pensada para ser lanzada en Disney+, pero su estreno fue el 15 de septiembre de 2023 por el canal de cable Disney Channel.

## Premios y nominaciones
| Lista de premios y nominaciones | Lista de premios y nominaciones | Lista de premios y nominaciones            | Lista de premios y nominaciones | Lista de premios y nominaciones | Lista de premios y nominaciones |
| Año                             | Organización                    | Categoría                                  | Nominado/a(s)                   | Resultado                       | Ref(s)                          |
| ------------------------------- | ------------------------------- | ------------------------------------------ | ------------------------------- | ------------------------------- | ------------------------------- |
| 2024                            | Premios Produ                   | Mejor serie juvenil musical                | Sé tú misma                     | Nominado                        | [ 15 ]                          |
| 2024                            | Premios Produ                   | Mejor tema musical de serie y miniserie    | «Que se entere el mundo entero» | Nominado                        | [ 15 ]                          |
| 2024                            | Premios Produ                   | Mejor actriz protagónica infanto / juvenil | Renata Laveaga                  | Nominada                        | [ 15 ]                          |
| 2024                            | Premios Produ                   | Mejor actor protagónico infanto / juvenil  | Giuliano Montepaone             | Nominado                        | [ 15 ]                          |
| 2024                            | Premios Produ                   | Mejor actriz revelación                    | Bianca Spinello                 | Nominada                        | [ 15 ]                          |
| 2024                            | Premios Produ                   | Mejor dirección - Serie infantil / juvenil | Martín Saban                    | Nominado                        | [ 15 ]                          |
| 2024                            | Premios Martín Fierro de Cable  | Mejor programa infantil                    | Sé tú misma                     | Ganador                         | [ 16 ]                          |